# جان مارك مويما
جان مارك مويما مواليد 5 ديسمبر 1989 في بلجيكا، هو لاعب كرة سلة بلجيكي. بدأ مسيرته الاحترافية في سنة 2011. يلعب مع نادي أوستند لكرة السلة في الدوري البلجيكي لكرة السلة الدرجة الأولى. يحمل الرقم 9. يبلغ طوله 6 قدم 5 بوصة (2.0 م).

## الإنجازات
- كأس بلجيكا لكرة السلة: 2016–17

## روابط خارجية
- جان مارك مويما على موقع الاتحاد الدولي لكرة السلة (الإنجليزية)
- جان مارك مويما على موقع كرة السلة الأوروبية.كوم (الإنجليزية)
- جان مارك مويما على موقع ريلجم (الإنجليزية)
- جان مارك مويما على موقع بروبوليرز (الإنجليزية)